# Fairfield County, South Carolina
Fairfield County är ett administrativt område i delstaten South Carolina, USA. År 2010 hade countyt  23 956 invånare. Den administrativa huvudorten (county seat) är Winnsboro. 

## Geografi
Enligt United States Census Bureau så har countyt en total area på 1 839 km². 1779 km² av den arean är land och 60 km² är vatten. 

### Angränsande countyn
- Chester County, South Carolina - nord
- Lancaster County, South Carolina - nordöst
- Union County, South Carolina - nordväst
- Kershaw County, South Carolina - öst
- Richland County, South Carolina - syd
- Newberry County, South Carolina - väst